# Ґамаль Хамза
Ґамаль Хамза (араб. جمال حمزة‎, нар. 5 грудня 1981, Каїр) — єгипетський футболіст, що грав на позиції нападника.
Виступав, зокрема, за клуб «Замалек», а також національну збірну Єгипту.

## Клубна кар'єра
У дорослому футболі дебютував 1999 року виступами за команду клубу «Замалек», в якій провів десять сезонів, взявши участь у 150 матчах чемпіонату. У складі каїрського «Замалека» був одним з головних бомбардирів команди, маючи середню результативність на рівні 0,34 голу за гру першості.
Згодом з 2009 по 2013 рік грав у складі команд клубів «Ель-Гуна», «Міср-Ель-Макаса», «Ас-Сінаа» та «Байя» (Зугдіді).
Завершив професійну ігрову кар'єру у клубі «Харас Ель Годуд», за команду якого виступав протягом 2013—2014 років.

## Виступи за збірну
У 2001 році дебютував в офіційних матчах у складі національної збірної Єгипту. Протягом кар'єри у національній команді, яка тривала 7 років, провів у її формі 16 матчів, забивши 4 голи.
У складі збірної був учасником Кубка африканських націй 2002 року у Гані та Нігерії.